# Lokomotiva 716
Lokomotiva řady 716 je české označení dieselové lokomotivy původní řady V 60 DR vyráběné v LEW Hennigsdorf (NDR) pro východoněmecké železnice i průmysl. Část produkce těchto lokomotiv byla exportována, mj. v letech 1976–1983 i do Československé socialistické republiky pro průmyslové podniky.
Pro potřeby průmyslu bylo do Československa dovezeno celkem 144 těchto lokomotiv. Kolem roku 1986 bylo 19 z nich opraveno v závodě 23. August v Rumunsku, při té příležitosti dostaly nový motor MB 820, shodně s lokomotivami typu LDH 70, a byly přeznačeny na LDH V 60.
V roce 1995 jich bylo již jen 41 lokomotiv V 60 v ČR přečíslováno na řadu 716.5 a čtyři LDH V 60 na řadu 716.6. V roce 2002 mělo pouze 23 lokomotiv platný průkaz způsobilosti vozidla.
Pozoruhodnou rekonstrukci provedla cementárna v Turni nad Bodvou. Namísto spalovacího motoru použila k pohonu třífázový asynchronní motor o výkonu 100 kW napájený z trolejového vedení 3x 380 V. Celkem je použito 6 vodičů – k napájení i k řídícím povelům. Motor pohání přes přídavnou převodovku původní hydrodynamickou převodovku.